# Deutsche Gesellschaft für Limnologie
Die Deutsche Gesellschaft für Limnologie, abgekürzt DGL, ist eine im Jahre 1984 gegründete Fachgesellschaft, die die Belange der Limnologie insbesondere im deutschsprachigen Raum vertritt.

## Geschichte
Die Gesellschaft fördert und unterstützt die wissenschaftliche Erforschung der Binnengewässer sowie die entsprechende Ausbildung, die Weiterbildung und den Erfahrungsaustausch. Sie setzt sich hierbei insbesondere für die Verbesserung des Gewässerschutzes ein. Sie arbeitet an Schutz-Empfehlungen und kooperiert mit Verbänden, Institutionen, Behörden und Gremien und steht auch in Kontakt und Austausch mit der International Society of Limnology.
Die DGL ist Mitglied im Deutschen Nationalkomitee (DNK), das die Interessen der Biowissenschaftlerinnen und Biowissenschaftler in den internationalen Organisationen vertritt. Sie hatte 2019 etwa 950 Mitglieder.

## Veranstaltungen
Seit 1985 veranstaltet die Gesellschaft jährlich eine Tagung mit unterschiedlichen Schwerpunktsetzungen an wechselnden Forschungsstandorten der Limnologie. Dabei fand die erste Tagung 1985 in Berlin statt. Jubiläumsveranstaltungen gab es 1994 in Hamburg zum 10-jährigen und 2004 in Potsdam zum 20-jährigen Bestehen der Gesellschaft. 2020 fiel die Jahrestagung aufgrund der COVID-19-Pandemie aus. Bei der Jahrestagung wird unter anderem auch der Nachwuchspreis der DGL für exzellente Nachwuchswissenschaftler aus dem Bereich der limnologischen Forschung vergeben.

## Veröffentlichungen
Die DGL gibt verschiedene Veröffentlichungen heraus, insbesondere
- Die Mitteilungen mit aktuellen Informationen und Stellungnahmen sowie Angelegenheiten zur Gesellschaft
- Die Tagungsbände mit erweiterten Zusammenfassungen der Vorträge und Poster der Jahrestagungen
- Empfehlungen zu Maßnahmen im Gewässerschutz

## Belege
1. 1 2  Über die DGL auf der Website der DGL, abgerufen am 20. November 2019.
2. ↑  Offizielle Website der DGL, abgerufen am 20. November 2019.
3. ↑  Publikationen auf der Website der DGL, abgerufen am 20. November 2019.